# George William Coleman
George William Coleman (ur. 1 lutego 1939 w Fall River, Massachusetts, zm. 24 maja 2024 tamże) – amerykański duchowny katolicki, biskup diecezji Fall River w metropolii Boston w latach 2003-2014.

## Życiorys
Do kapłaństwa przygotowywał się w Brighton. Ukończył również Papieski Uniwersytet Gregoriański w Rzymie, gdzie uzyskał doktorat z teologii. W Wiecznym Mieście otrzymał dnia 16 grudnia 1964 święcenia kapłańskie z rąk biskupa Francisa F. Reh. Po powrocie do kraju pracował duszpastersko w wielu parafiach rodzinnej diecezji. Od 1994 wikariusz generalny i moderator kurii. Otrzymał wówczas tytuł prałata honorowego Jego Świątobliwości. W roku 2002 został administratorem diecezji w okresie sede vacante.
30 kwietnia 2003 mianowany ordynariuszem Fall River. Sakry udzielił mu ówczesny nuncjusz apostolski w USA, abp Gabriel Montalvo Higuera. Na emeryturę przeszedł 3 lipca 2014.